# Nazionale maschile di rugby a 15 del Botswana
La nazionale di rugby XV del Botswana è inclusa nel terzo livello del rugby internazionale.